# Branca (Coruche)
Branca is een plaats (freguesia) in de Portugese gemeente Coruche en telt 1 577 inwoners (2001).